# Національний парк Десембарко-дель-Ґранма
Національний парк Десембарко-дель-Ґранма (ісп. Parque Nacional Desembarco del Granma) — національний парк на південному сході Куби в провінції Ґранма. Парк названий за назвою яхти, на якій Фідель Кастро, Рауль Кастро, Че Гевара та 79 інших революціонерів припливли до Куби з Мексики в 1956 році, почавши Кубинську революцію.